# Aquitanier
Aquitanierne var en stamme, der levede i området mellem Pyrenæerne, Atlanterhavet og Garonne, i det nuværende sydvestlige Frankrig i det 1. århundrede f.Kr. Romerne døbte denne region Gallia Aquitania. Forfattere fra antikken, såsom Julius Cæsar og Strabon, skelnede mellem aquitanierne og de andre folkeslag i Gallien og bemærker deres lighed med andre på den Iberiske Halvø.
Deres sprog – det akvitanske sprog – var en forløber for det baskiske sprog og substratet for det gaskiske sprog (et af de romanske sprog), der blev talt i Gascogne. Mellem det 1. århundrede og det 13. århundrede indførte aquitanierne gradvist det gasconske sprog, mens de var en del af det Romerske Kejserrige, og herefter hertugdømmet Gascogne og hertugdømmet Aquitaine.

## Historie
På tidspunktet for den romerske erobring beskriver Julius Cæsar – der besejrede dem i sine felttog i Gallien – dem som en særskilt del af Gallien:
 Hele Gallien er delt i tre dele, hvoraf den ene bebos af Belgae, en anden af aquitanierne, og den tredje af dem, der på deres eget sprog kaldes keltere, på vores galler. Alle disse adskiller sig fra hinanden i sprog, skikke og love. Garonne-floden adskiller gallerne fra aquitanierne.

 — Julius Cæsar, Commentarii de Bello Gallico
Til trods for åbenlyse kulturelle og sproglige forbindelser til vasconerne, strakte regionen Aquitania sig kun til Pyrenæerne i henhold til Cæsar:
 Aquitania strækker sig fra Garonne-floden til Pyrenæerne og til den del af havet, der ligger nær Hispania: den vender mellem solnedgangen og nordstjernen.

 — Julius Cæsar, Commentarii de Bello Gallico

## Stammer
Selvom regionen, hvor de oprindelige aquitaniere boede, fik navnet Novempopulania (ni folkeslag) i de sene år af det Romerske Kejserrige og tidlig middelalder (op til det 6. århundrede), varierede antallet af stammer (ca. 20 for Strabon, men sammenlignet med med oplysninger fra andre forfattere fra antikken – såsom Plinius, Ptolemæus og Julius Cæsar – var det samlede antal 32 eller 33)

## Eksterne links
- http://penelope.uchicago.edu/Thayer/E/Roman/home.html - 51 komplette værker af forfattere fra den antikke oldtid (græsk og romersk).
- http://penelope.uchicago.edu/Thayer/E/Roman/Texts/Caesar/Gallic_War/home.html - Julius Cæsars tekst af De Bello Gallico (Gallisk Krig).
- http://penelope.uchicago.edu/Thayer/E/Roman/Texts/Pliny_the_Elder/home.html - Plinius den Ældre tekst af Naturalis Historia (naturhistorie) - bog 3-6 (geografi og etnografi).
- http://penelope.uchicago.edu/Thayer/E/Roman/Texts/Strabo/home.html - Strabons tekst af De Geographica (Geografien).